# رینبرت دولیو
رینبرت دولیو (انگلیسی: Reinbert de Leeuw؛ ۸ سپتامبر ۱۹۳۸ – ۱۴ فوریهٔ ۲۰۲۰) رهبر (موسیقی)، آهنگساز، نوازنده پیانو، استاد دانشگاه، و مربی موسیقی اهل پادشاهی هلند بود.